# 1509
1509 (MDIX) var ett normalår som började en måndag i den julianska kalendern.

## Händelser

### Januari
- 14 januari – Ett möte hålls med Danmark och Sverige i Helsingborg.

### Februari
- 3 februari – En portugisisk och en gemensam egyptisk-gujaratisk flotta drabbar samman i sjöslaget vid Diu vid den indiska västkusten.

### April
- 21 april – Vid Henrik VII:s död efterträds han som kung av England och herre över Irland av sin son Henrik VIII.

### Augusti
- 17 augusti – Unionsvänliga svenska stormän sluter i hemlighet fred med danskarna i Köpenhamn. Härvid utverkar danskarna en sjöfartsblockad mot Sverige. Det svenska riksrådet tvingas också betala årlig skatt till Danmark. Då Svante Sture vägrar godta fredsfördraget bryter kriget ut på nytt.

### Oktober
- 2 oktober – Venedigs ockupation av Rijeka upphör.[1]

### Okänt datum
- Danskarna fortsätter kriget med att härja Sveriges kuster. Sverige lider stora militära förluster.
- En brytning sker mellan kung Hans och Lübeck, varvid staden erbjuder allians med Sverige, skickar flottstyrkor och undertecknar en handelstraktat med landet.

## Födda
- 10 juli – Jean Calvin, fransk-schweizisk reformator
- Daniele da Volterra, italiensk målare
- Jane Seymour, drottning av England 1536–1537 (gift med Henrik VIII) (född omkring detta år eller 1507 eller 1508)

## Avlidna
- 21 april – Henrik VII, kung av England och herre över Irland sedan 1485.
- 29 maj – Caterina Sforza, italiensk regent
- 29 juni – Margaret Beaufort, engelsk kungamor.
- Bernt Notke, tysk träsnidare.
- Eleanor de Poitiers, burgundisk författare.

### Fotnoter
1. ↑  World Statesmen (läst 4 april 2011)